# Komjáti
Komjáti este un sat în districtul Edelény, județul Borsod-Abaúj-Zemplén, Ungaria, având o populație de 246 de locuitori (2011). 

## Demografie
Componența etnică a satului Komjáti
     Maghiari (89,66%)
     Romi (5,75%)
     Slovaci (4,6%)
Componența confesională a satului Komjáti
     Romano-catolici (48,78%)
     Reformați (38,21%)
     Fără religie (4,07%)
     Greco-catolici (1,63%)
     Necunoscută (7,32%)
Conform recensământului din 2011, satul Komjáti avea 246 de locuitori. Din punct de vedere etnic, majoritatea locuitorilor (89,66%) erau maghiari, existând și minorități de romi (5,75%) și slovaci (4,6%). Nu există o religie majoritară, locuitorii fiind romano-catolici (48,78%), reformați (38,21%), persoane fără religie (4,07%) și greco-catolici (1,63%). Pentru 7,32% din locuitori nu este cunoscută apartenența confesională.